# 翁經
翁經（1422年—1481年），字載道，號雅亭，四川瀘州人，軍籍。

## 生平
七月初一日生，行二，治《詩經》，由國子生中式四川鄉試第十三名舉人，年三十三歲中式景泰五年甲戌科會試第一百三十七名，第三甲第四十二名進士。历官乌程县知县、曲靖府知府。

## 家族
曾祖翁仲和；祖翁時敬；父翁齡；母張氏；繼母程氏。具慶下，妻夏氏，兄縝，弟縯；縉；緝。